# Amphicoma birmanica
Amphicoma birmanica es una especie de coleóptero de la familia Glaphyridae.

## Distribución geográfica
Habita en Birmania.